# Noorder- en Zuiderpolders
Het waterschap Noorder- en Zuiderpolders  was een klein waterschap in de Nederlandse provincie Utrecht in de gemeente Mijdrecht en/of Vinkeveen en Waverveen.
Ook onder de namen als Zuiderpolder, Zuider-Noorderpolder of Noorder-Zuiderpolder worden vermeld voor de polders.
Het college en de besturen van de afzonderlijke polders zijn in 1868 opgeheven; ook dat van de Noorder Zuiderpolder, terwijl de Noorderpolder (Botshol) een nieuw reglement ontving. Deze polder bleef buiten het nieuw opgerichte groot waterschap de Ronde Veenen.